# Джордж Ентайл
Джордж Ѐнтайл (на английски: George Antheil, /ˈæntaɪl/) е американски композитор, пианист, изобретател и писател.

## Биография
Роден е на 8 юли 1900 година в Трентън, щата Ню Джърси, в семейството на немски имигрант, собственик на магазин за обувки. Започва да учи пиано от ранна възраст, а по-късно започва да композира, през 20-те години живее главно в Европа, увлечен от авангардното изкуство. След това се връща в Съединените щати и композира по-конвенционална филмова музика. Автор е на автобиография и криминален роман, а заедно с актрисата Хеди Ламар изобретява използвания в радиосъобщенията метод за разширяване на спектъра.
Джордж Ентайл умира от инфаркт в Ню Йорк на 12 февруари 1959 година.